# Mondsee (lago)
El Mondsee es un lago situado en la parte de Alta Austria del Salzkammergut, en el distrito de Vöcklabruck, a 481 metros sobre el nivel del mar. El centro del municipio de Mondsee se encuentra en la orilla noroeste. La desembocadura del Mondsee es el Seeache, que desagua en el Attersee después de 3 kilómetros y en el Danubio a través de los ríos Ager y Traun. El lago, pobre en nutrientes y con diversas orillas, sirve de hábitat a muchas especies animales y vegetales, y desde 2006 está declarado lugar Natura 2000. Con más de 13 kilómetros cuadrados de agua, es el cuarto lago más grande de Austria. El lago Mondsee es un importante destino turístico de Alta Austria y una popular zona de baño y navegación. En las orillas del lago Mondsee hay restos de poblados neolíticos sobre pilotes, que forman parte del Patrimonio de la Humanidad de la UNESCO de los Poblados 

## Geografía
Dado que todos los municipios vecinos (excepto de Mondsee) lindan con el municipio de Mondsee con sus límites municipales en la orilla del lago, ellos mismos no tienen parte en el lago. Con una longitud de 11 km y una anchura máxima de 1,5 km, Mondsee tiene una superficie de unos 14 km². Cerca de la orilla sur oriental, que forma la frontera con el estado federal de Salzburgo, se alza el Kreuzstein a pocos metros de la orilla.
Toda la superficie acuática del lago Mondsee se encuentra en una única parcela del municipio del mismo nombre. Como el límite municipal no discurre exactamente a lo largo de la orilla, hay cientos de parcelas a orillas del lago dentro del municipio de Mondsee. La mayoría de estas parcelas sólo se utilizan como acceso al lago, ya que los asentamientos asociados se encuentran en los municipios vecinos. Sólo unas pocas de estas parcelas están edificadas con edificios residenciales, que tienen direcciones de Mondsee.

## Hidrología
Los afluentes más importantes son el Fuschler Ache procedente del Fuschlsee (cuenca 117,6 km²), el Zeller Ache procedente del Irrsee (38,3 km²) y el Wangauer Ache (35,3 km²). Estos tres afluentes son responsables de más del 70% de la carga de agua del lago Mondsee.
Desagua en el Attersee, situado unos 12 metros más inferior, a través del Seeache, que sólo tiene 3 km de longitud y abandona el Mondsee por su extremo oriental. La descarga media es de 9,3 m³/s, el tiempo (teórico) de renovación del agua es de 1,7 años.

## Geología
Al igual que los demás lagos del Salzkammergut, la cuenca del lago Mondsee se formó durante la Edad de Hielo por el poderoso glaciar Traungletscher, que se llenó de agua al derretirse. Tras el deshielo del glaciar perteneciente a la glaciación de Riss, el lago era 40 metros más alto que el Mondsee actual, por lo que era mucho más grande y presumiblemente llegaba hasta el oeste, a la zona de Thalgau.

## Limnología
En las décadas de 1950 y 1960, el lago Mondsee estaba muy contaminado por nutrientes y se producían floraciones de algas verdeazuladas a gran escala. Esta situación mejoró notablemente con la construcción de un anillo de alcantarillado y plantas depuradoras en Thalgau y St. Lorenz, y el lago se clasifica ahora entre oligotrófico y mesotrófico. La profundidad de visibilidad es de 4,8 metros (media de los años 2010-2012). Cuando llueve mucho, las tierras agrícolas de los afluentes pueden aportar una cantidad desproporcionada de fósforo y nitrógeno.
Se han descubierto dos nuevas especies de bacterias en el lago Mondsee. Polynucleobacter cosmopolitanus y Polynucleobacter duraquae, han sido descritas científicamente por científicos del Instituto de Investigación Limnológica del lago Mondsee. Estas bacterias que flotan libremente (bacterioplancton) son muy comunes en el lago Mondsee (hasta un millón de células por litro de agua), pero son totalmente inofensivas para el ser humano (no patógenas).

## Fauna
Lucio, trucha de lago, trucha café, trucha arcoiris, trucha alpina, corégonos, anguila, carpa, lota, perca y peces de la subfamilia Leuciscinae.

## Reserva natural
Más del 80% del litoral está edificado o deteriorado ecológicamente por instalaciones. En la desembocadura del Fuschler Ache hay un tramo natural más largo, declarado reserva natural.

## Origen del nombre
Mondsee se menciona por primera vez en el libro de tradiciones del monasterio de Mondsee hacia 736/737 como ad Lunelaco. A partir de 748 como locum... Maninseo y monasterium... Maninseo. Una mención del 771 se refiere también al monasterio: ad monasterium... qui situs est ad Maninsee. Es una contracción del alto alemán antiguo mano (genitivo manin) 'luna' y seo 'lago' que significa 'lago de la luna'. En el siglo XVIII, la denominación se basaba en la forma del lago. El nombre también puede tener un origen mitológico o eclesiástico.

## Propietarios
El lago Mondsee es propiedad privada desde el siglo XVIII. Se trata de una peculiaridad del Salzkammergut, ya que todos los demás grandes lagos son propiedad de la Bosques Federales de Austria. La propietaria del lago satã 2024 (valor estimado: 16 millones de euros) era Nicolette Waechter (de soltera Almeida), de Höribachhof, en St. Lorenz, que lo heredó de su difunto hermano menor en 1977. Las negociaciones de venta con los Bosques Federales de Austria, iniciadas en agosto de 2008, fracasaron debido a la incompatibilidad de los respectivos precios de venta. La actual proprietária és Anna Mathyl.

## Historia
- El lago dio nombre a la cultura Mondsee.
- El objeto de madera de Scharfling fue recuperado por Johann Offenberger del asentamiento lacustre de Scharfling en Mondsee, que fue inspeccionado en 1972.

El yacimiento de See am Mondsee (en el municipio de Unterach) forma parte del Patrimonio Mundial de la UNESCO "Sitios palafíticos prehistóricos de los Alpes".